# Фуасья
Фуасья́ (фр. Foissiat) — коммуна во Франции, находится в регионе Рона — Альпы. Департамент — Эн. Входит в состав кантона Монревель-ан-Брес. Округ коммуны — Бурк-ан-Брес.
Код INSEE коммуны — 01163.

## География
Коммуна расположена приблизительно в 350 км к юго-востоку от Парижа, в 75 км севернее Лиона, в 19 км к северу от Бурк-ан-Бреса.
На юго-западе коммуны протекает река Ресуз.

## Климат
Климат полуконтинентальный с холодной зимой и тёплым летом. Дожди бывают нечасто, в основном летом.

## Население
Население коммуны на 2010 год составляло 1912 человек.
| 1962 | 1968 | 1975 | 1982 | 1990 | 1999 | 2010 |
| ---- | ---- | ---- | ---- | ---- | ---- | ---- |
| 1674 | 1515 | 1403 | 1466 | 1481 | 1562 | 1912 |

## Администрация
| Период | Период | Фамилия         | Партия       | Примечания |
| ------ | ------ | --------------- | ------------ | ---------- |
| 1995   | 2001   | Жан-Пьер Бессон |              |            |
| 2001   | 2020   | Жан-Пьер Фромон | Разные левые |            |

## Экономика
В 2010 году среди 1181 человека трудоспособного возраста (15—64 лет) 931 были экономически активными, 250 — неактивными (показатель активности — 78,8 %, в 1999 году было 74,2 %). Из 931 активных жителей работали 869 человек (473 мужчины и 396 женщин), безработных было 62 (33 мужчины и 29 женщин). Среди 250 неактивных 90 человек были учениками или студентами, 109 — пенсионерами, 51 были неактивными по другим причинам.

## Достопримечательности
- Ферма Тире. Исторический памятник с 1925 года.[4]